# Paso a desnivel Rubenia
El Paso a desnivel de Rubenia es un viaducto ubicado en el noreste de Managua, Nicaragua, en el sector conocido como Rubenia. La estructura conecta directamente la NIC-11 (Pista de Sabana Grande / Carretera a Tipitapa) con vías principales de la capital como la Pista Larreynaga y la Pista El Dorado. Su construcción tuvo como objetivo mejorar el tránsito vehicular en una de las zonas con mayor congestión de Managua.

## Ubicación y estructura
Se sitúa en el empalme entre la Rotonda La Virgen y la zona industrial Rubenia. Tiene una longitud aproximada de 500 metros y cuenta con:
- Cuatro carriles (dos por sentido)
- Ramales de acceso
- Pasos peatonales y zonas de retorno
- Iluminación LED y señalización vial

## Construcción
La construcción inició en 2015 y finalizó en junio de 2017. Fue ejecutada por el MTI como parte del programa de modernización de la red vial urbana de Managua. La inversión superó los 9 millones de dólares.

## Función y conectividad
Este paso a desnivel es una vía estratégica que facilita la circulación entre la zona oriental de Managua (como Sabana Grande) y sectores industriales cercanos, además de conectar con rutas troncales como la NIC-3 (Pista Suburbana) y NIC-11 hacia Tipitapa.